# It Always Will Be
It Always Will Be es el quincuagesimosexto álbum de estudio del músico estadounidense Willie Nelson publicado por la compañía discográfica Lost Highway Records el 26 de octubre de 2004. El álbum incluyó versiones de temas de otros artistas como Allman Brothers Band, Tom Waits y Lucinda Williams, entre otros, así como un dúo de "Midnight Rider" con Toby Keith y composiciones propias de Nelson.

## Lista de canciones
Todas las canciones escritas por Willie Nelson excepto donde se anota.
1. "It Always Will Be" – 4:11
2. "Picture in a Frame" (Tom Waits, Kathleen Brennan) – 3:39
3. "The Way You See Me" (Rusty Adams, Jimmy Day) – 4:21
4. "Be That As It May" (Paula Nelson) – 3:29
5. "You Were It" – 4:28
6. "Big Booty" (Sonny Throckmorton)– 3:03
7. "I Didn't Come Here (And I Ain't Leavin')" (Scotty Emerick, Michael Smotherman) – 3:10
8. "My Broken Heart Belongs to You" (David Anderson, Willie Nelson) – 2:26
9. "Dreams Come True" (J.C. Hopkins) – 4:35
10. "Over Time" (Lucinda Williams) – 3:45
11. "Tired" (Chuck Cannon, Toby Keith) – 4:19
12. "Love's the One and Only Thing" (Scotty Emerick, Dave Loggins) – 3:34
13. "Texas" – 3:55
14. "Midnight Rider" (Gregg Allman, Richard Payne) (dúo con Toby Keith) – 3:00

## Personal
- Willie Nelson - guitarra, guitarra acústica, voz
- Eddie Bayers - batería
- Dan Dugmore - pedal steel guitar
- Chris Dunn - trompa
- Scotty Emerick - guitarra acústica
- Shannon Forrest - batería
- Paul Franklin - pedal steel guitar
- Kenny Greenberg - guitarra eléctrica
- Wes Hightower - coros
- Jim Horn - trompa
- Clayton Ivey - piano, teclados
- Amy James - coros
- Sam Levine - trompa
- Liana Manis - coros
- Brent Mason - guitarra eléctrica
- Steve Nathan - piano, teclados
- Steve Patrick - trompa
- Mickey Raphael - armónica
- Michael Rhodes - bajo
- Matt Rollings - piano, teclados
- Biff Watson - guitarra acústica
- Glenn Worf - bajo

## Posición en listas
| País           | Lista              | Posición |
| -------------- | ------------------ | -------- |
| Estados Unidos | Top Country Albums | 12       |
| Estados Unidos | Billboard 200      | 75       |